# Jelekong
Jelekong is een bestuurslaag in het regentschap Bandung van de provincie West-Java, Indonesië. Jelekong telt 21.391 inwoners (volkstelling 2010).